# March 711
March 711 – samochód Formuły 1, zaprojektowany w 1971 roku przez Robina Herda, Geoffa Ferrisa i Franka Costina i skonstruowany przez March Engineering.

## Konstrukcja
Na początku lat 70. większość konstruktorów Formuły 1 umieszczała w swoich samochodach podobnie przedni spojler, mianowicie do nosa były doczepione dwa skrzydełka; podobnie zrobił także March w przypadku modelu 701. Współprojektant modelu 711, Frank Costin, chciał zastosować jeden przedni spojler i czerpać z tego korzyści związane między innymi z chłodzeniem pojazdu i większym dociskiem. W tym celu wyposażono model w radykalny przedni spojler nazwany "tea tray" (ang. taca do herbaty).
Podwójne wahacze składające się na zawieszenie były doczepione do nosa, natomiast sprężyny śrubowe znajdowały się wewnątrz.
Samochód był napędzany przez dwie jednostki V8: Ford Cosworth DFV oraz Alfa Romeo T33.

## Wyniki w Formule 1
| Legenda oznaczeń w tabelach wyników Wyświetl szablon na nowej stronie | Legenda oznaczeń w tabelach wyników Wyświetl szablon na nowej stronie                                                                     |
| Oznaczenie                                                            | Wyjaśnienie |
| --------------------------------------------------------------------- | --- |
| Złoty                                                                 | Zwycięzca lub mistrzostwo |
| Srebrny                                                               | 2. miejsce lub wicemistrzostwo |
| Brązowy                                                               | 3. miejsce lub II wicemistrzostwo |
| Zielony                                                               | Ukończył, punktował (w klasyfikacji generalnej, gdy zdobył co najmniej jeden punkt na przestrzeni sezonu, poza trzema powyższymi opcjami) |
| Niebieski                                                             | Ukończył, nie punktował (w klasyfikacji generalnej, gdy nie zdobył co najmniej jednego punktu na przestrzeni sezonu)                      |
| Czerwony                                                              | Nie zakwalifikował się (NZ) |
| Czerwony                                                              | Nie prekwalifikował się (NPK) |
| Różowy                                                                | Nie ukończył (NU) |
| Różowy                                                                | Niesklasyfikowany (NS) (w klasyfikacji generalnej, gdy nie został sklasyfikowany w żadnym wyścigu sezonu)                                 |
| Czarny                                                                | Zdyskwalifikowany (DK) |
| Czarny                                                                | Wykluczony (WYK/EX) |
| Biały                                                                 | Nie wystartował (NW) |
| Biały                                                                 | Kontuzjowany (K/INJ) |
| Biały                                                                 | Wyścig odwołany (OD/C) |
| Bez koloru                                                            | Został wycofany (WYC/WD) |
| Bez koloru                                                            | Nie przybył (NP/DNA) |
| Bez koloru                                                            | Nie brał udziału w treningach (NT/DNP) |
| Bez koloru                                                            | Nie został zgłoszony (–) |
| Pogrubienie                                                           | Start z pole position |
| Kursywa                                                               | Najszybsze okrążenie wyścigu |
| †                                                                     | Nie ukończył, ale jego rezultat został zaliczony ze względu na przejechanie więcej niż 90% dystansu wyścigu.                              |
| *                                                                     | Sezon w trakcie |
| 1/2/3                                                                 | Punktowana pozycja w sprincie kwalifikacyjnym                                                                                             |
| Lista systemów punktacji Formuły 1                                    | |

| Sezon | Zespół                         | Silnik     | Kierowcy          | Wyniki w poszczególnych eliminacjach | Wyniki w poszczególnych eliminacjach | Wyniki w poszczególnych eliminacjach | Wyniki w poszczególnych eliminacjach | Wyniki w poszczególnych eliminacjach | Wyniki w poszczególnych eliminacjach | Wyniki w poszczególnych eliminacjach | Wyniki w poszczególnych eliminacjach | Wyniki w poszczególnych eliminacjach | Wyniki w poszczególnych eliminacjach | Wyniki w poszczególnych eliminacjach | Wyniki w poszczególnych eliminacjach | Wyniki kierowców | Wyniki kierowców | Wyniki konstruktora | Wyniki konstruktora |
| Sezon | Zespół                         | Silnik     | Kierowcy          | ZAF                                  | ESP                                  | MCO                                  | NLD                                  | FRA                                  | GBR                                  | DEU                                  | AUT                                  | ITA                                  | CAN                                  | USA                                  |                                      | Punkty           | Pozycja          | Punkty              | Pozycja             |
| ----- | ------------------------------ | ---------- | ----------------- | ------------------------------------ | ------------------------------------ | ------------------------------------ | ------------------------------------ | ------------------------------------ | ------------------------------------ | ------------------------------------ | ------------------------------------ | ------------------------------------ | ------------------------------------ | ------------------------------------ | ------------------------------------ | ---------------- | ---------------- | ------------------- | ------------------- |
| 1971  | STP March Racing Team          | Alfa Romeo | Andrea de Adamich | 13                                   | NU                                   | -                                    | -                                    | NU                                   | NS                                   | NU                                   | -                                    | NU                                   | -                                    | 13                                   |                                      | 0                | 30               | 0                   | 11                  |
| 1971  | STP March Racing Team          | Alfa Romeo | Nanni Galli       | -                                    | -                                    | NZ                                   | NU                                   | -                                    | -                                    | 12                                   | 12                                   | -                                    | -                                    | -                                    |                                      | 0                | 28               | 0                   | 11                  |
| 1971  | STP March Racing Team          | Alfa Romeo | Ronnie Peterson   | -                                    | -                                    | -                                    | -                                    | NU                                   | -                                    | -                                    | -                                    | -                                    | -                                    | -                                    |                                      | 33               | 2                | 0                   | 11                  |
| 1971  | STP March Racing Team          | Ford       | Ronnie Peterson   | 10                                   | NU                                   | 2                                    | 4                                    | -                                    | 2                                    | 5                                    | 8                                    | 2                                    | 2                                    | 3                                    |                                      | 33               | 2                | 33                  | 4                   |
| 1971  | STP March Racing Team          | Ford       | Alex Soler-Roig   | NU                                   | NU                                   | NZ                                   | NU                                   | NU                                   | -                                    | -                                    | -                                    | -                                    | -                                    | -                                    |                                      | 0                | NS               | 33                  | 4                   |
| 1971  | STP March Racing Team          | Ford       | Nanni Galli       | -                                    | -                                    | -                                    | -                                    | NW                                   | 11                                   | -                                    | -                                    | NU                                   | 16                                   | NU                                   |                                      | 0                | 28               | 33                  | 4                   |
| 1971  | STP March Racing Team          | Ford       | Niki Lauda        | -                                    | -                                    | -                                    | -                                    | -                                    | -                                    | -                                    | NU                                   | -                                    | -                                    | -                                    |                                      | 0                | NS               | 33                  | 4                   |
| 1971  | STP March Racing Team          | Ford       | Mike Beuttler     | -                                    | -                                    | -                                    | -                                    | -                                    | -                                    | -                                    | -                                    | -                                    | NS                                   | -                                    |                                      | 0                | NS               | 33                  | 4                   |
| 1971  | Clarke-Mordaunt-Guthrie Racing | Ford       | Mike Beuttler     | -                                    | -                                    | -                                    | -                                    | -                                    | NU                                   | DK                                   | NS                                   | NU                                   | -                                    | -                                    |                                      | 0                | NS               | 33                  | 4                   |
| 1971  | Frank Williams Racing Cars     | Ford       | Henri Pescarolo   | -                                    | NU                                   | 8                                    | 13                                   | NU                                   | 4                                    | NU                                   | 6                                    | NU                                   | NW                                   | NU                                   |                                      | 4                | 17               | 33                  | 4                   |
| 1971  | Gene Mason Racing              | Ford       | Skip Barber       | -                                    | -                                    | NZ                                   | NS                                   | -                                    | -                                    | -                                    | -                                    | -                                    | NU                                   | NS                                   |                                      | 0                | NS               | 33                  | 4                   |
|       |                                |            |                   | ARG                                  | ZAF                                  | ESP                                  | MCO                                  | BEL                                  | FRA                                  | GBR                                  | DEU                                  | AUT                                  | ITA                                  | CAN                                  | USA                                  | Punkty           | Pozycja          | Punkty              | Pozycja             |
| 1972  | Team Williams Motul            | Ford       | Carlos Pace       | -                                    | 17                                   | 6                                    | 17                                   | 5                                    | NU                                   | NU                                   | NS                                   | NS                                   | NU                                   | 9                                    | NU                                   | 3                | 18               | 3 (15)              | 6                   |
| 1972  | Gene Mason Racing              | Ford       | Skip Barber       | -                                    | -                                    | -                                    | -                                    | -                                    | -                                    | -                                    | -                                    | -                                    | -                                    | NS                                   | 16                                   | 0                | 34               | 3 (15)              | 6                   |